# Паркер, Даниэль
Даниэль Паркер (англ. Danielle Parker) — американская киноактриса, известная по роли Эммы Лавери в телесериале «Все мои дети».

## Фильмография
| Год  |   | Русское название            | Оригинальное название                 | Роль           |
| ---- | - | --------------------------- | ------------------------------------- | -------------- |
| 2012 | ф | Семилетняя задержка         | The Seven Year Hitch                  | юная Дженнифер |
| 2012 | с | Не верь с*** из квартиры 23 | Don't Trust the B---- in Apartment 23 | юная Джун      |

## Награды и номинации
| Год  | Премия        | Результат | Номинация                                                             | Фильм (или телесериал) |
| ---- | ------------- | --------- | --------------------------------------------------------------------- | ---------------------- |
| 2012 | Молодой актёр | Победа    | Best Performance in a Daytime TV Series - Young Actress Ten and Under | Все мои дети           |